# Première circonscription de Meskan et Mereko
La première circonscription de Meskan et Mereko est une des 121 circonscriptions législatives de l'État fédéré des nations, nationalités et peuples du Sud, elle se situe dans la Zone Gurage. Sa représentante actuelle est Shewubeza Yesuf Ali.